# Giuseppe Kressevich
Giuseppe Kressevich (Trieste, 8 febbraio 1916 – Trieste, 13 aprile 1994) è stato un marciatore italiano.
Fu sei volte campione italiano assoluto della Marcia 10 chilometri tra il 1939 e il 1945, e vestì la maglia di campione nazionale anche nella marcia 25 km e nella marcia 50 km, in entrambi i casi nel 1945. Vestì la maglia di campione italiano anche nella gara a squadre per tre volte.
Nel 1952 prese parte ai Giochi olimpici di Helsinki, dove si classificò decimo nella marcia 50 km, vinta dal connazionale Giuseppe Dordoni.

## Palmarès
| Anno | Manifestazione  | Sede     | Evento       | Risultato | Prestazione | Note |
| ---- | --------------- | -------- | ------------ | --------- | ----------- | ---- |
| 1952 | Giochi olimpici | Helsinki | Marcia 50 km | 10º       | 4h44'30"2   |      |

## Campionati nazionali
- 6 volte campione italiano assoluto della marcia 10 000 metri (dal 1939 al 1943 e 1945)
- 1 volta campione italiano assoluto della marcia 25 km (1945)
- 1 volta campione italiano assoluto della marcia 50 km (1945)
- 3 volte campione italiano assoluto della marcia a squadre (1939, 1940, 1943)

1938
- Bronzo ai campionati italiani assoluti, marcia 10 000 m - 48'28"0
- 4º ai campionati italiani assoluti, marcia 50 km - 4h48'2"

1939
- Oro ai campionati italiani assoluti, marcia 10 000 m - 49'17"4
- Oro ai campionati italiani assoluti, marcia a squadre (25 km) - 2h11'14"0[2]

1940
- Oro ai campionati italiani assoluti, marcia 10 000 m - 49'20"8
- 6º ai campionati italiani assoluti, marcia 50 km - 5h18'23"
- Oro ai campionati italiani assoluti, marcia a squadre (25 km) - 2h17'46"0[2]

1941
- Oro ai campionati italiani assoluti, marcia 10 000 m - 48'08"0
- 4º ai campionati italiani assoluti - marcia 50 km 4h56'40"8

1942
- Oro ai campionati italiani assoluti, marcia 10 000 m - 47'12"2

1943
- Oro ai campionati italiani assoluti, marcia 10 000 m - 50'24"6
- Oro ai campionati italiani assoluti, marcia a squadre (25 km) - 2h17'43"4[2]

1945
- Oro ai campionati italiani assoluti, marcia 10 000 m - 47'17"0
- Oro ai campionati italiani assoluti, marcia 25 km - 2h07'50"
- Oro ai campionati italiani assoluti, marcia 50 km - 4h50'23"

1946
- Bronzo ai campionati italiani assoluti, marcia 10 000 m - 48'15"1

1947
- Argento ai campionati italiani assoluti, marcia 10 000 m - 47'45"1
- 8º ai campionati italiani assoluti, marcia 20 km - 1h44'25"

1948
- 5º ai campionati italiani assoluti, marcia 10 000 m - 49'37"0
- 11º ai campionati italiani assoluti, marcia 20 km - n/d